# Les Forgerons
Les Forgerons (tj. Kováři) je francouzský krátký film z roku 1895. Režisérem a producentem je Louis Lumière (1864–1948). Film trvá necelou minutu. Byl součástí programu prvního komerčního filmového promítání bratrů Lumierů, které se konalo 28. prosince 1895 v Paříži.

## Děj
Film zobrazuje dva kováře, jeden dmýchá oheň, druhý si z něho vezme kus železa, který opracovává. Po několika úderech ho hodí do vody a poté ho dopracuje. Pak ho hodí zpět do vody, když v tom přijde třetí muž, který mu podá sklenici a nalije nápoj.
Film je dějově podobný americkému snímku Blacksmith Scene z roku 1893. V tomto filmu se však děj odehrává ve skutečné kovárně a se skutečnými kováři.